# كأس ألان 1979

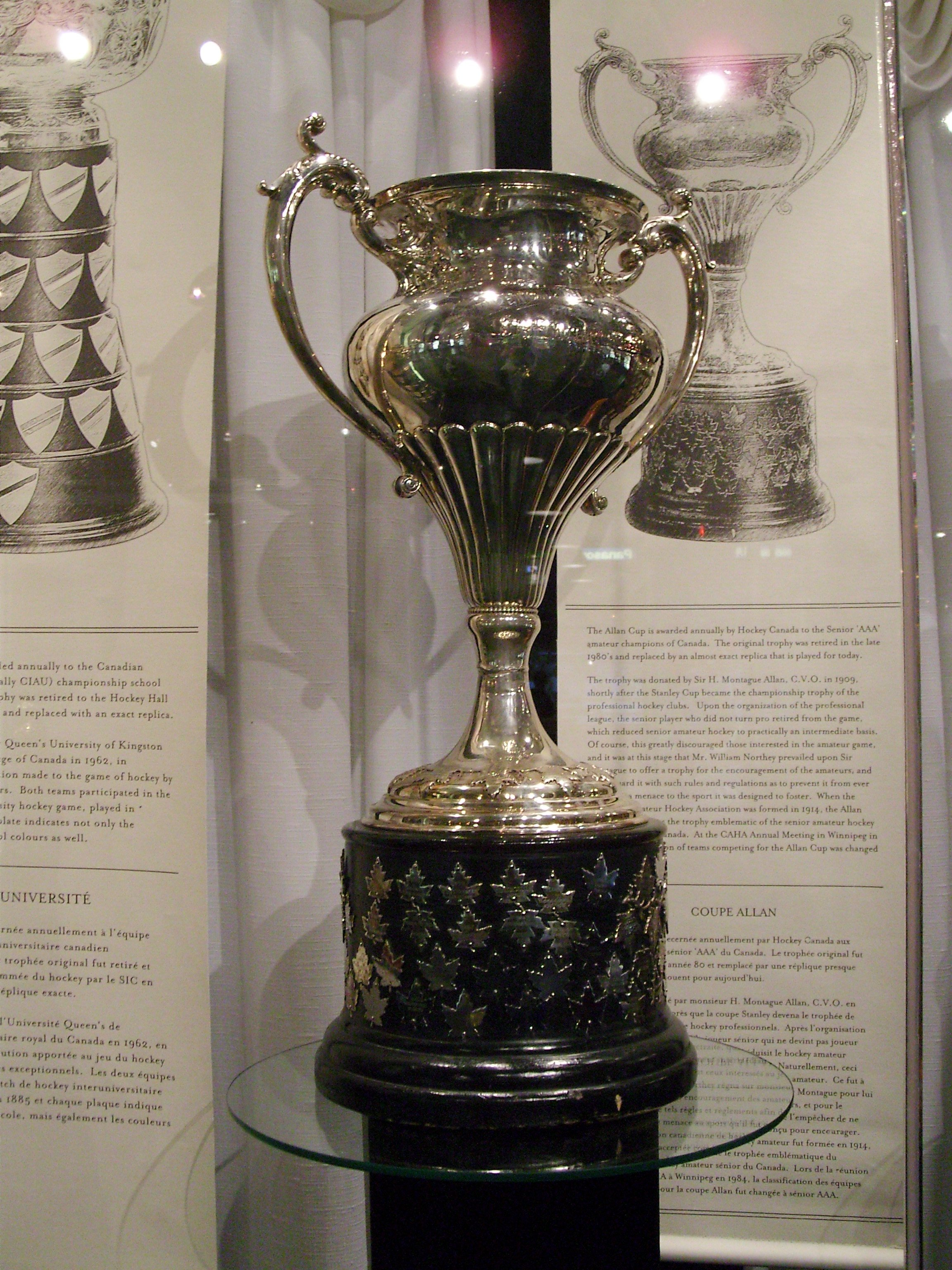
كأس آلان

تعتبر كأس ألان لعام 1979 بطولة هوكي الجليد الكندية الكبرى لموسم 1978-1979. تم استضافة الحدث من قبل Petrolia Squires في سارنيا، أونتاريو . كانت المباراة الفاصلة عام 1979 بمثابة المرة الحادية والسبعين التي يتم فيها منح كأس ألان .

## الفرق
- بيتروليا سكويرز (أبطال شرق كندا)
- كلاب شتاينباخ هاسكيز (أبطال غرب كندا)

## سلسلة أفضل من سبعة
بتروليا سكويرز 6 - شتاينباخ هاسكيز 5
بيتروليا سكويرز 7 - شتاينباخ هاسكيز 6 (وقت إضافي)
شتاينباخ هاسكيز 5 - بيتروليا سكويرز 4
بتروليا سكويرز 7 - شتاينباخ هاسكيز 1
بتروليا سكويرز 6 - شتاينباخ هاسكيز 1

## روابط خارجية
- أرشيفات كأس آلان نسخة محفوظة 2011-05-15 على موقع واي باك مشين.
- موقع كأس آلان